# 전상훈 (1989년)
전상훈(田尙勳, 1989년 9월 10일 ~ )은 대한민국의 축구 선수이며 포지션은 풀백이다. 현재 진주시민축구단에서 활약하고 있다.

## 클럽 경력
2011년 드래프트를 통해 대전 시티즌에 입단하며 프로 무대에 데뷔하였다. 하지만 출장 기회를 잡지 못하며 시즌 종료를 앞두고 경찰청 축구단에 입대하였다.
2014년 전역 이후 경남 FC에 입단하는데 성공하였다. 2014시즌에는 단 한경기도 출장하지 못했지만, 2015시즌에는 팀의 주전 왼쪽 풀백으로 자리잡았다. 2016년에는 팀의 부주장으로 임명되었다.
2017년 6월 팀동료 박주성과 함께 트레이드로 대전 시티즌에 입단하며 친정팀에 복귀하였다.
SKA 하바롭스크와의 It's Daejeon 축구대회에 출전해 풀백으로서 왕성한 활동량을 바탕으로 전반전 왼쪽 측면을 사실상 지배하며 팀의 공수 밸런스를 잘 조율하는 모습을 보이며 활약하였고, 7월 3일 FC 안양과의 홈경기서 좋은 활약을 펼치며 팀의 2:0 승리를 이끌며 K리그 챌린지 19라운드 베스트일레븐에 선정되었다.
2021시즌을 앞두고 K3리그의 김포 FC로 이적하였다.
2022시즌을 앞두고 진주시민축구단에 입단했다.